# Velventine
La velventine est une sorte de velours de coton dont la surface unie est soyeuse.